# Partit Sionista Religiós
El Partit Sionista Religiós (hebreu: הציונות הדתית, HaTzionut HaDatit‎, literalment El Sionisme Religiós), fins al 2021, i encara després oficialment, conegut com a Unió Nacional-Tkuma (hebreu: האיחוד הלאומי-תקומה, HaIchud HaLeumi–Tkuma‎ literalment Unió Nacional-Resurrecció) i fins al 2013 anomenat Tkuma, fou un partit polític jueu sionista religiós d'extrema dreta d'Israel. El 2023, el Partit Sionista Religiós i La Llar Jueva acordaren fusionar-se en el nou partit Partit Nacional Religiós - Sionisme Religiós.

## Història

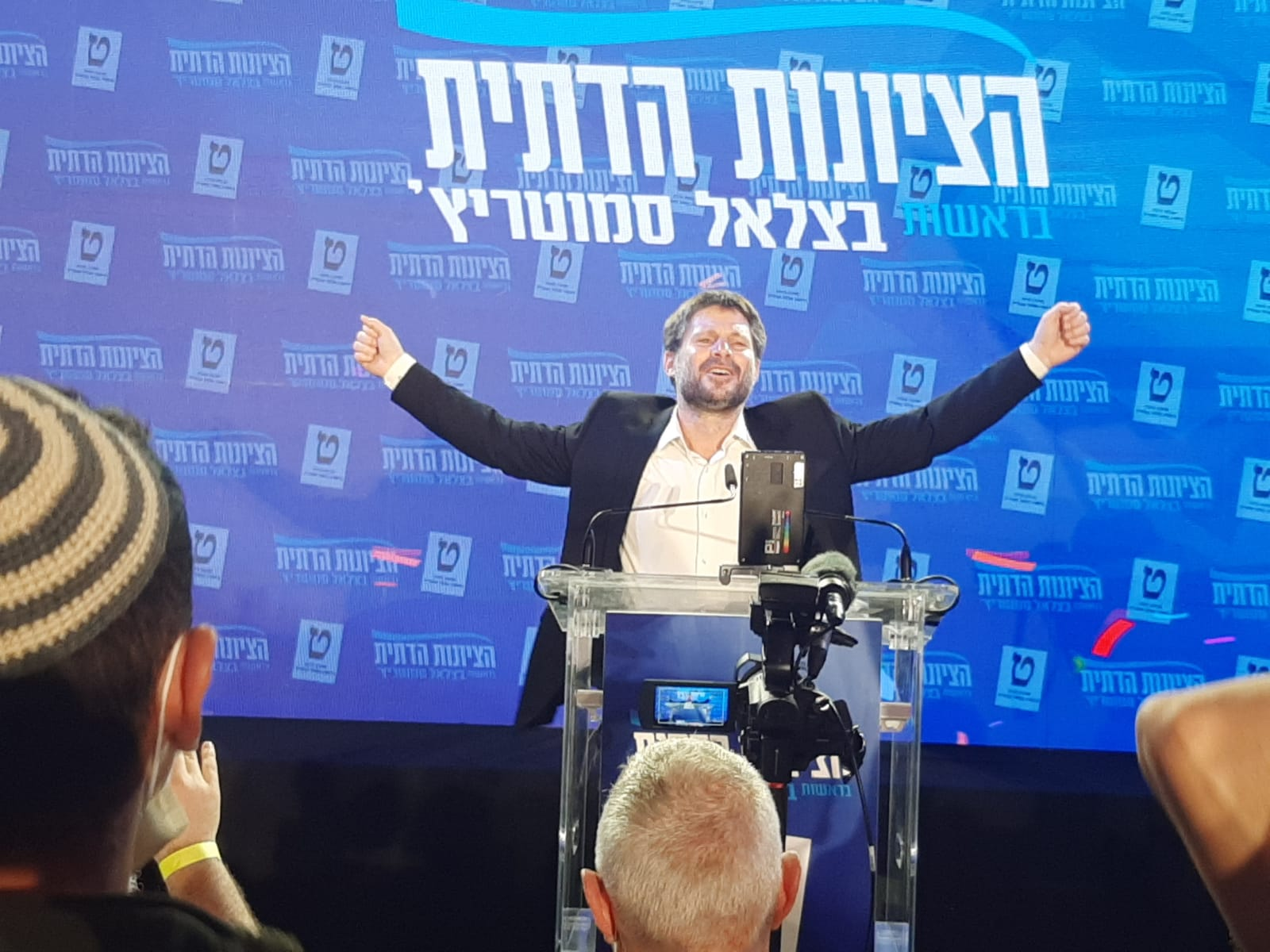
Bezalel Smotrich celebra el resultat de les eleccions de 2021

Tkuma es va establir el 1998, quan Hanan Porat i Zvi Hendel van abandonar el Partit Nacional Religiós (Mafdal). Juntament amb els partits Molédet i Herut - El Moviment Nacional, van formar la coalició Unió Nacional, que va guanyar quatre escons a les eleccions generals d'Israel de 1999. A les eleccions parlamentàries d'Israel de 2003, Israel Beitenu es va unir a la coalició Unió Nacional (encara que Herut - El Moviment Nacional la va deixar), i la coalició de partits va aconseguir guanyar set escons. El partit es va unir amb la coalició d'Ariel Xaron, juntament amb el Likkud, el Xinnuy, el Partit Nacional Religiós, i el partit Israel ba-Aliyà.
A causa de les tensions per la retirada de la Franja de Gaza (Tkuma s'hi oposava i el seu líder vivia a l'assentament de Ganei Tal a Gaza), els ministres de la Unió Nacional; Binyamin Elon i Avigdor Lieberman van ser acomiadats, i el partit va abandonar la coalició. No obstant això, la Unió Nacional es va veure reforçada per la suma del partit Ahi, una facció que s'havia separat del Partit Nacional Religiós quan aquest partit va decidir romandre en la coalició.
Abans de les eleccions parlamentàries d'Israel de 2006, el partit Israel Beitenu va abandonar l'aliança electoral per presentar-se en solitari a les eleccions. No obstant això, en el darrer minut, el Partit Nacional Religiós (Mafdal) va decidir unir-se a l'aliança, la qual va obtenir nou escons, dos dels escons van ser assignats a Tkuma, i van ser ocupats per Hendel i Uri Ariel.
El 3 de novembre de 2008, el partit va anunciar una fusió amb Ahi, el Partit Nacional Religiós (Mafdal) i Molédet per formar un nou partit de dreta política, que més tard es va anomenar La Llar Jueva (HaBayit HaYehudí). No obstant això, al voltant de la meitat dels antics membres de Tkuma van abandonar el nou partit per refundar Tkuma, i es van unir a la coalició Unió Nacional, al costat dels partits Molédet, HaTikvà, i Eretz Israel Shelanu.
De cara a les eleccions parlamentàries d'Israel de 2013, tots els partits de la Unió Nacional excepte Tkuma van sortir de la coalició per a formar Otzma LeYisrael, deixant Tkuma com a únic membre que romania a la Unió Nacional. Tkuma va procedir a canviar el seu nom per "Unió Nacional-Tkuma", apropiant-se del nom Unió Nacional. El partit va optar per participar com a part de la llista electoral del partit La Llar Jueva, en les eleccions parlamentàries d'Israel de 2013. La llista conjunta va obtenir 12 escons, quatre dels quals (Ariel, Ben-Dahan, Kalfa i Strook) van ser nominats pel comitè central de Tkuma. El partit va decidir continuar la seva aliança amb La Llar Jueva durant les eleccions legislatives per triar al parlament israelià, la Kenésset el 2015, ocupant els llocs segon, vuitè, número 13 i número 17 d'una llista electoral conjunta. La Llar Jueva solament va obtenir 8 escons en aquelles eleccions.
El 2019, Bezalel Smotrich va assumir el lideratge del partit, guanyant les eleccions primàries del partit contra Uri Ariel. El secretari general del partit és Ofir Sofer.
A les eleccions de l'abril de 2019 formà part de la coalició Unió de Partits de Dreta. A les eleccions de setembre de 2019 i de 2020 es presentà com a integrant de la coalició Yamina. L'11 de gener de 2021, anunciaren que de cara a les eleccions de 2021 abandonaven la coalició Yamina, es reanomenaren com a Partit Sionista Religiós i pactà presentar-se en una llista que incloïa membres dels partits d'ultra dreta kahanista Otzma Yehudit i Noam. També es pactà que un representant del partit, Ofir Sofer, aniria a la llista del Lilkud.
De cara a les eleccions legislatives d'Israel de 2022 mantingueren l'aliança amb Otzma Yehudit i es presentaren en una sola llista. A Otzma Yehudit li tocarien els llocs segon, cinquè, setè, novè i desè llocs de la llista mentre que al partit Noam, que també formà part de la llista en les passades eleccions, se li oferí l'onzè lloc. El partit Noam, tot i que inicialment no acceptà aquest onzè lloc i anuncià el 28 d'agost que es presentaria en solitari, finalment acceptà formar part de la llista. La lllista aconseguí 14 escons i cadascun d'aquests partits formà un grup separar a la Kenésset.
El 2023, el Partit Sionista Religiós i La Llar Jueva acordaren fusionar-se en el nou partit Partit Nacional Religiós - Sionisme Religiós.

## Ideologia
Tkuma està en contra de les concessions territorials. Alguns dels seus membres recolzen l'annexió de l'Àrea de Judea i Samaria, encara que la política oficial de la facció parlamentària de la Llar Jueva, amb la qual el partit es va alinear a les eleccions parlamentàries israelianes de 2013, el 2015 i el 2019, va recolzar tan sols l'annexió de l'Àrea C de Cisjordània en els Territoris Palestins ocupats per Israel. El partit es considera d'extrema dreta. El partit s'oposa al matrimoni entre les persones homosexuals i a les unions civils, argumentant una motivació religiosa.

## Líders
|   | Líder | Líder        | Inici | Final |
| - | ----- | ------------ | ----- | ----- |
| 1 |       | Hanan Porat  | 1998  | 1999  |
| 2 |       | Zvi Hendel   | 1999  | 2009  |
| 3 |       | Ya'akov Katz | 2009  | 2012  |

|   | Líder | Líder            | Inici | Final |
| - | ----- | ---------------- | ----- | ----- |
| 4 |       | Uri Ariel        | 2012  | 2019  |
| 5 |       | Bezalel Smotrich | 2019  | 2023  |

## Resultats a les eleccions a la Kenésset
| Any        | Líder            | Vots                             | %                                | Escons  | +/– | Estatus            |
| ---------- | ---------------- | -------------------------------- | -------------------------------- | ------- | --- | ------------------ |
| 1999       | Hanan Porat      | Dins la coalició Unió Nacional   | Dins la coalició Unió Nacional   | 1 / 120 | –   | Oposició (1999-01) |
| 1999       | Hanan Porat      | Dins la coalició Unió Nacional   | Dins la coalició Unió Nacional   | 1 / 120 | –   | Coalició (2001-03) |
| 2003       | Zvi Hendel       | Dins la coalició Unió Nacional   | Dins la coalició Unió Nacional   | 2 / 120 | 1   | Coalició 2003-04)  |
| 2003       | Zvi Hendel       | Dins la coalició Unió Nacional   | Dins la coalició Unió Nacional   | 2 / 120 | 1   | Oposició 2004-06)  |
| 2006       | Zvi Hendel       | Dins la UN-PNR                   | Dins la UN-PNR                   | 2 / 120 | =   | Oposició           |
| 2009       | Ya'akov Katz     | Dins la coalició Unió Nacional   | Dins la coalició Unió Nacional   | 2 / 120 | =   | Oposició           |
| 2013       | Uri Ariel        | Dins La Llar Jueva               | Dins La Llar Jueva               | 4 / 120 | 2   | Coalició           |
| 2015       | Uri Ariel        | Dins La Llar Jueva               | Dins La Llar Jueva               | 2 / 120 | 2   | Coalició           |
| Abril 2019 | Bezalel Smotrich | Dins la Unió de Partits de Dreta | Dins la Unió de Partits de Dreta | 2 / 120 | =   | Anticipades        |
| Set. 2019  | Bezalel Smotrich | Dins de Yamina                   | Dins de Yamina                   | 2 / 120 | =   | Anticipades        |
| 2020       | Bezalel Smotrich | Dins de Yamina                   | Dins de Yamina                   | 2 / 120 | =   | Oposició           |
| 2021       | Bezalel Smotrich | 225.641                          | 5,12                             | 4 / 120 | 4   | Oposició           |
| 2022       | Bezalel Smotrich | 516.331                          | 10,84                            | 7 / 120 | 8   | Coalició           |